# Leo Esaki
Leo Esaki, născut Leona Esaki, (în japoneză 江崎 玲於奈 Esaki Reona, n. 12 martie 1925, Takaida⁠(d), Prefectura Osaka, Japonia) este un fizician japonez, laureat al Premiului Nobel pentru Fizică în 1973 împreună cu Ivar Giaever și Brian David Josephson pentru descoperirea fenomenului de tunelare a electronilor. 
În 1956 a devenit fizician-șef al corporației Sony.
Este cunoscut pentru inventarea diodei Esaki, dispozitiv electronic care exploatează acest fenomen. Cercetările le-a efectuat la Tokio lucrând la compania Tsushin Kogyo (cunoscută astăzi sub numele de Sony).